# Estatua sedente de Livia Drusilla
La estatua sedente de Livia Drusila es una escultura datada a principios del siglo I, durante el Imperio romano, siendo considerada una de las más hermosas efigies de la mujer del emperador Augusto. Está expuesta en el Museo Arqueológico Nacional de España (Madrid) y tiene el número de inventario 2737.

## Hallazgo
La pieza fue encontrada en 1860 durante una excavación financiada por el Marqués de Salamanca en Paestum, importante ciudad grecorromana de la región italiana de Campania, situada al sureste de la provincia de Salerno, a 40 km al sur de la capital provincial y 92 de Nápoles, perteneciente al término municipal de Capaccio-Paestum.

## Simbología
La escultura representa a Livia Drusila, (Livia Drusa Augusta, Livia Drusila o Julia Augusta, 28 de septiembre 57 a. C. — 29 d. C.), tercera esposa del emperador romano Augusto, e hija de Marco Livio Druso Claudiano, fallecido en la batalla de Filipos. Livia fue deificada durante el reinado de su nieto, el emperador Claudio, recibiendo además el título de Augusta, puesto que el hijo de Livia, el emperador Tiberio, se negó a honrarla y a deificarla. Además, a la muerte de su madre, no respetó las últimas voluntades que ella había dejado estipuladas en su testamento. No obstante, Calígula, bisnieto de Livia, cumplió lo dispuesto por su bisabuela en su testamento.

## Véase también

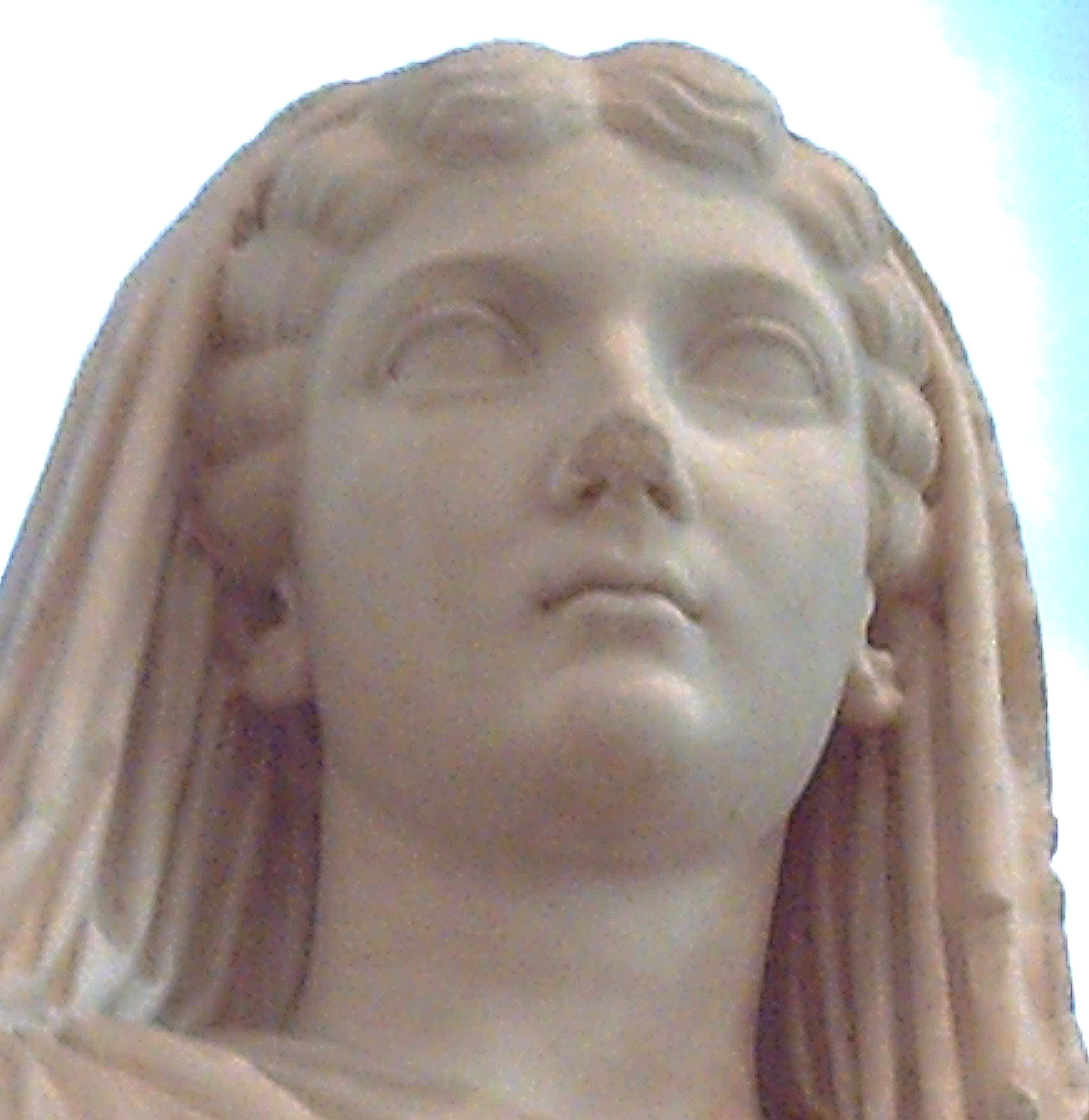
Detalle del rostro de la estatua de Livia.